# Paralimnophila (Paralimnophila) bingelima
Paralimnophila (Paralimnophila) bingelima is een tweevleugelige uit de familie steltmuggen (Limoniidae). De soort komt voor in het Australaziatisch gebied.